# Dipartimento di Kiffa
Il dipartimento di Kiffa è un dipartimento (moughataa) della regione di Assaba in Mauritania con capoluogo Kiffa.
Il dipartimento comprende 6 comuni:
- Kiffa
- Nouamline
- Aghoratt
- El Melgue
- Kouroudjel
- Legrane